# 1880 McCrosky
1880 McCrosky (1940 AN) là một tiểu hành tinh vành đai chính được phát hiện ngày 13 tháng 1 năm 1940 bởi K. Reinmuth ở Heidelberg.